# Leptopsalis sulcata
Leptopsalis sulcata is een hooiwagen uit de familie Stylocellidae. De originele naamcombinatie (protoniem) was Stylocellus sulcatus Hansen & Sørensen, 1904.